# Montferrand-la-Fare
Montferrand-la-Fare là một xã thuộc tỉnh Drôme trong vùng Auvergne-Rhône-Alpes đông nam nước Pháp. Xã Montferrand-la-Fare nằm ở khu vực có độ cao từ 546-1392 mét trên mực nước biển.